# LINEs
LINEs (англ. Long interspersed nuclear element, Длинные Диспергированные Повторы) — длинные (несколько тысяч пар оснований) последовательности ДНК в геноме эукариот, представляющие собой ретротранспозоны, не содержащие длинных концевых повторов.
Первое описание LINE-последовательности, длиной около 6 400 пар оснований, было опубликовано в 1980 году.

## Строение
На 3'-конце LINEs содержат либо поли(A)-хвост, либо аденин богатую последовательность, либо тандемно-повторяющиеся последовательности. LINEs содержат одну или две открытые рамки считывания.
Выделяют 5 суперсемейств LINEs:
- R2. Содержат одну открытую рамку считывания, которая кодирует обратную транскриптазу и эндонуклеазу. Считается, что это наиболее древнее семейство ретропозонов не содержащих длинных концевых повторов.
- RTE. Также содержат одну открытую рамку считывания, кодирующую апуриновую-апуримидиновую эндонуклеазу и обратную транскриптазу.

Три других суперсемейства содержат две открытые рамки считывания. Продукт первой (ORF1) из которых, кодирует белок по свойствам похожий на продукт гена gag ретровирусов.
- Jockey. Вторая открытая рамка считывания (ORF2) кодирует апуриновую-апуримидиновую эндонуклеазу и обратную транскриптазу.
- L1. ORF2 кодирует те же элементы, что и у суперсемейства Jockey. LINEs этого суперсемейства являются наиболее изученными и наиболее распространенными в геноме млекопитающих. Так в геноме человека содержится более 500 тыс. копий ретропозонов LINE-1, что составляет около 17 % генома.
- I. ORF2 кроме апуриновой-апуримидиновой эндонуклеазы и обратной транскриптазы кодирует также и РНКазу H.